# Manolache Costache Epureanu
Manolache Costache Epureanu, född 1823, död 1880, var en rumänsk politiker.
Epureanu tillhörde ursprungligen det konservativa bojarpartiet, försökte bilda ett ungkonservativt parti och spelade som partigängare en betydelsefull roll under den unga statens konsolidering. Epureanu var ministerpresident 1870 och 1876.